# Municipio de La Colorada
El municipio de La Colorada es uno de los 72 municipios que conforman el estado mexicano de Sonora. Se encuentra localizado al centro del estado, en la zona del desierto de Sonora. Cuenta con 93 localidades dentro de su territorio, su cabecera municipal es la villa de La Colorada y la localidad más habitada es el pueblo de Tecoripa, mientras que otras importantes son Cobachi, San José de Pimas, Estación Torres, entre otras. Fue nombrado municipio por primera vez en 1889 y de manera definitiva el  28 de junio de 1934 por decreto de la Ley Número 68.
Según el Censo de Población y Vivienda realizado en 2020 por el Instituto Nacional de Estadística y Geografía (INEGI), el municipio tiene un total de 1,848 habitantes y posee una extensión territorial de 4,123.05 km². Su producto interno bruto per cápita es de USD 6 702 y su índice de desarrollo humano (IDH) es de 0.6851. Como a la mayoría de los municipios de Sonora, el nombre se le dio por su cabecera municipal. La principal actividad económica del municipio es la minería seguido de la ganadería.

## Historia como municipio
El territorio que actualmente ocupa el municipio estaba habitado por los nativos indígenas pimas en la época precolombina. Fue en el siglo XVII cuando los exploradores y conquistadores europeos provenientes de España comenzaron a llegar a esta región con el fin de evangelizar a los indígenas y así avanzar en la conquista de la Nueva España. En el año de 1619 los misioneros jesuitas Martín Burgencio y Francisco Oliñano, fundaron la misión de San Francisco Javier de Tecoripa, actual pueblo de Tecoripa. En el año de 1740 fueron descubrieron yacimientos mineros en la zona, la cual denominaron como Mineral del Aigame, fundando sitios como los de Minas Prietas y La Colorada. Los indígenas y los criollos competían por controlar esa área desde que fue descubierta debido a la riqueza de minerales.
El 22 de julio de 1899 se erigió el municipio de Minas Prietas, y el 6 de diciembre de 1906 se modificó y se cambió la cabecera a la villa de La Colorada, gracias la mejoramiento de este lugar en varios aspectos como el de desarrollo social y laboral. Por lo que la antigua cabecera, Minas Prietas, pasó a ser una comisaría. En 1930 se suprimió el municipio y se agregó al de Hermosillo por cambios en los parámetros para la erección de municipios, en 1931 se creó el municipio de Villa de Seris y este territorio lo conformó también, para finalmente en 1934 rehabilitarse como municipio independiente y mantenerse así actualmente.

## Geografía

### Ubicación
El municipio de La Colorada se localiza en el centro del estado de Sonora en la zona del Desierto de Sonora, 28°27' y 29°00' de latitud norte y los meridianos 109°45' y 110°54' de longitud oeste; a una elevación mínima de  150 metros sobre el nivel del mar y una máxima de y 1200 m s. n. m. Su territorio ocupa un área de 4,123.05 km². Sus límites territoriales son al norte con los municipios de Hermosillo y de Mazatán, al noreste con el de Villa Pesqueira, al este con los municipios de Soyopa y de San Javier, al sureste con el de Suaqui Grande y al sur con el de Guaymas.

### Límites municipales
Tiene límites administrativos con los siguientes municipios según su ubicación:
| Noroeste: Hermosillo | Norte: Hermosillo y Mazatán | Nordeste: Villa Pesqueira |
| Oeste: Hermosillo    |                             | Este: Soyopa y San Javier |
| Suroeste: Guaymas    | Sur: Guaymas                | Sureste: Suaqui Grande    |

### Orografía e hidrografía
Posee un territorio generalmente plano, con algunas elevaciones importantes en el sur, sureste, este y noreste, aproximadamente el 87% del área total está conformada por llanura y el 12% por montañas parte de la Sierra Madre Occidental. Los puntos más altos se dan en elevaciones como el Cerro El Chivato, Cerro El Sarpullido, Sierra San Antonio, Cerro La Nariz, Cerro El Pápago, Picacho Colorado, Cerro Cobachi, Cerro El Zacatón, Cerro Bola, Sierra Santa Bárbara, Cerro Guayabillal, Sierra Verde, dónde se da la altitud máxima del territorio, entre otros. Sus suelos se componen de xersol, litosol y regosol, y su uso principalmente es ganadero, forestal y agrícola. La principal corriente fluvial es el río Mátape que nace cerca de Villa Pesqueira que entra al territorio de La Colorada por el noreste, cruza por el centro y se dirige al sur hacia el municipio de Guaymas para desembocar en Punta de Agua cerca de Empalme. Pertenece a la región hidrológica Sonora Sur, y las cuencas de los ríos Mátape, Sonora y Yaqui. Algunos cursos de agua como ríos y arroyos son: Alfonso, La Colorada, La Poza, Las Lágrimas, La Tortuga, Las Prietas, El Pozo, El Garambullo, Las Colmenas, Nacho, La Bolsa, Los Mautos, Los Chinos, Santa Bárbara, Tucurubabi, La Esperanza, entre otros.

### Clima
Su principal clima es el seco- semicálido con el 42% del territorio; después el muy seco-semicálido con el 27%, con lluvias en verano y sin cambio térmico invernal bien definido. La temperatura media anual es de 18.5°C, la máxima se registra en el mes de junio (45 °C) y la mínima se registra en febrero (2 °C). El régimen de lluvias se registra en el verano, contando con una precipitación media de 349.7 milímetros.

## Demografía
De acuerdo a los resultados del Censo de Población y Vivienda realizado en 2020 por el Instituto Nacional de Estadística y Geografía (INEGI), la población total del municipio es de 1848 habitantes: con una densidad poblacional de 0.44 hab/km², ocupando el puesto 41° en el estado por orden de población. Del total de pobladores 1020 son hombres y 828 son mujeres. En 2020 había 1197 viviendas, pero de estas 683 viviendas estaban habitadas, de las cuales 143 estaban bajo el cargo de una mujer. Del total de los habitantes, 8 personas mayor de 3 años (0.43% del total municipal) habla alguna lengua indígena.
El 91.83% del municipio pertenece a la religión católica, el 2.44% es cristiano evangélico/protestante o de alguna variante mientras que el 4.71% no profesa ninguna religión.

### Localidades
Las localidades más importantes son:
| Localidad                         | Población |
| Total Municipio                   | 1848      |
| Tecoripa                          | 738       |
| La Colorada                       | 394       |
| Cobachi                           | 226       |
| Estación Torres (Estación Serdán) | 202       |
| San José de Pimas                 | 116       |

- Otras localidades son: La Galera, La Salada, La Cercada, El Aigame, El Algodón, El Buzón, entre otros.

## Gobierno
La sede del gobierno municipal se encuentra en su cabecera en la villa homónima de La Colorada, cuyo ayuntamiento está integrado por un presidente municipal, un síndico, 3 regidores de mayoría relativa y 2 de representación proporcional, electos cada 3 años.

### Representación legislativa
Para la elección de diputados locales al Congreso del Estado de Sonora y de diputados federales a la Cámara de Diputados de México el municipio  se encuentra integrado en los siguientes distritos electorales:
- Local:
  - XVIII Distrito Electoral del Congreso del Estado de Sonora con cabecera en Santa Ana.[18]

- Federal:
  - IV Distrito Electoral Federal de Sonora de la Cámara de Diputados de México, con cabecera en Heroica Guaymas.[19]

### Cronología de presidentes municipales
- (1976-1979):	Mario Moreno Orduño
- (1979-1982):	Humberto Monteverde Castillo
- (1982-1985):	Mario Moreno Orduño
- (1985-1988):	Ulises Gianini Bueras
- (1988-1991):	Francisca Cerecer Castillo
- (1991-1994):	Fernández Ortiz Valenzuela
- (1994-1997):	Héctor Manuel López Grijalva
- (1997-2000):	Armando Rodríguez Valencia
- (2000-2003):	César Córdova Rendón
- (2003-2006):	Armando Ramírez Valencia
- (2006-2009):	Jesús Leonardo Cota Pazos
- (2009-2012):	Romeo Ernesto Porchas Serecer
- (2012-2015):	Armando Rodríguez Valencia
- (2015-2018):	Perla María Rodríguez Perchas
- (2018-2024): Marco Antonio Platt Escalante
- (2024-2027): Fernando Vidal Encinas "Recién Electo"